# Palencia (tỉnh)

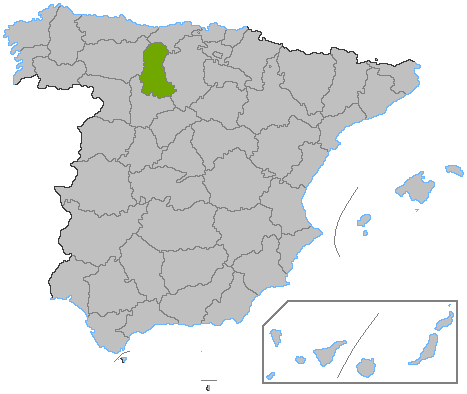
Tỉnh Palencia

Palencia là một tỉnh phía bắc Tây Ban Nha, phía bắc của cộng đồng tự trị Castile và León. Tỉnh này giáp các tỉnh León, Cantabria, Burgos, và Valladolid.
Tỉnh có dân số 176.125 người (năm 2002), trong đó 45% sống ở tỉnh lỵ Palencia. Có 191 đô thị ở tỉnh này.